# Misséni
Misséni è un comune rurale del Mali facente parte del circondario di Kadiolo, nella regione di Sikasso.
Il comune è composto da 20 nuclei abitati:
- Bia
- Cissimé
- Déléou
- Dovong
- Gouan
- Kafiguéba
- Kafiguédéni
- Kalé
- Katiélé
- Kébéni

- Lougouani
- Massiogo
- Misséni
- N'Ganganoma
- N'Goko
- Pitiangoma
- Siémé
- Téguéré
- Zanfasso
- Zékoun